# Muneeba Ali
Muneeba Ali (Urdu منیبہ علی; * 8. August 1997 in Karachi, Pakistan) ist eine pakistanische Cricketspielerin die seit 2014 für die pakistanische Nationalmannschaft spielt.

## Kindheit und Ausbildung
Ali durchlief in ihrer Jugend die Altersklassenmannschaften von Karachi. Daraufhin wurde sie von Selektoren entdeckt und in das Team der Pakistan Women Emerging Players aufgenommen.

## Aktive Karriere
Ihr Debüt in der Nationalmannschaft gab sie beim ICC Women’s World Twenty20 2016 gegen die West Indies. Das Debüt im WODI-Cricket absolvierte sie bei der Tour in Sri Lanka im März 2018. In der Folge war sie im Team für den ICC Women’s World Twenty20 2018 und absolvierte mehrere Spiele beim ICC Women’s T20 World Cup 2020. Dort war ihre beste Leistung 25 Runs gegen die West Indies. Im November 2021 konnte sie beim dritten WODI der Tour gegen die West Indies ihr erstes Half-Century erzielen, als ihr 58 Runs gelangen. Im Januar 2022 wurde sie für den Women’s Cricket World Cup 2022 nominiert, bei dem sie zwei Spiele absolvierte und unter anderem 37 Runs beim einzigen Sieg der Mannschaft im Turnier gegen die West Indies erzielte. Bei der Tour gegen Sri Lanka im Juni 2022 erzielte sie in den WODIs ein Fifty über 56 Runs. Daraufhin wurde sie für die Commonwealth Games nominiert und erzielte dort unter anderem 32 Runs gegen Indien. In der WODI-Serie gegen Irland gelang ihr ihr erstes Century über 107 Runs aus 114 Bällen. Dieses gelang ihr ebenso beim ICC Women’s T20 World Cup 2023, als sie gegen Irland ein Century über 102 Runs aus 68 Bällen erzielte.